# TG-12滑翔機
Bowlus TG-12是Bowlus在1940年代初設計的訓練滑翔機。

## 發展
TG-12是基於該公司的XBM-5(公司名稱)設計而成的並排駕駛艙雙座訓練滑翔機。美國陸軍航空兵團䱷1942年4月28日訂購了三架TG-12(序號為 42-96830/96832)以及靜態測試機身，但該訂單於被改組後的美國陸軍航空軍於1943年8月5日取消，沒有任何飛機建成。

## 型號
Bowlus XTG-12-BS共2架完成 (然而只有序號42-57200)，共訂購3架
Bowlus XTG-12A-BS民用版本
Bowlus TG-12A-BS軍用生產版本，而後合約取消